# Tipula vogtenhuberi
Tipula vogtenhuberi är en tvåvingeart som beskrevs av Günther Theischinger 1979. Tipula vogtenhuberi ingår i släktet Tipula och familjen storharkrankar. Inga underarter finns listade i Catalogue of Life.